# Akademia Mohylańska w Kijowie

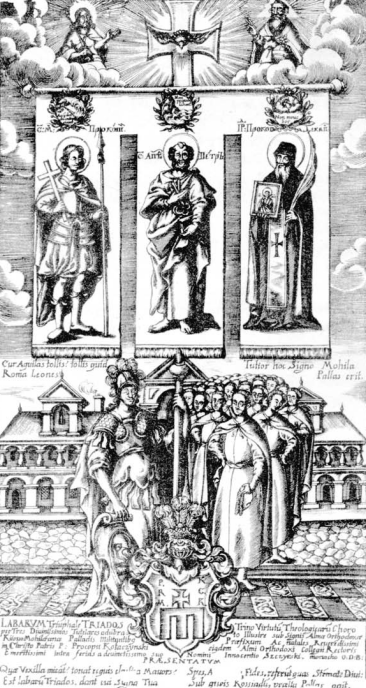
Alegoria Akademii Mohylańskiej, początek XVIII w.

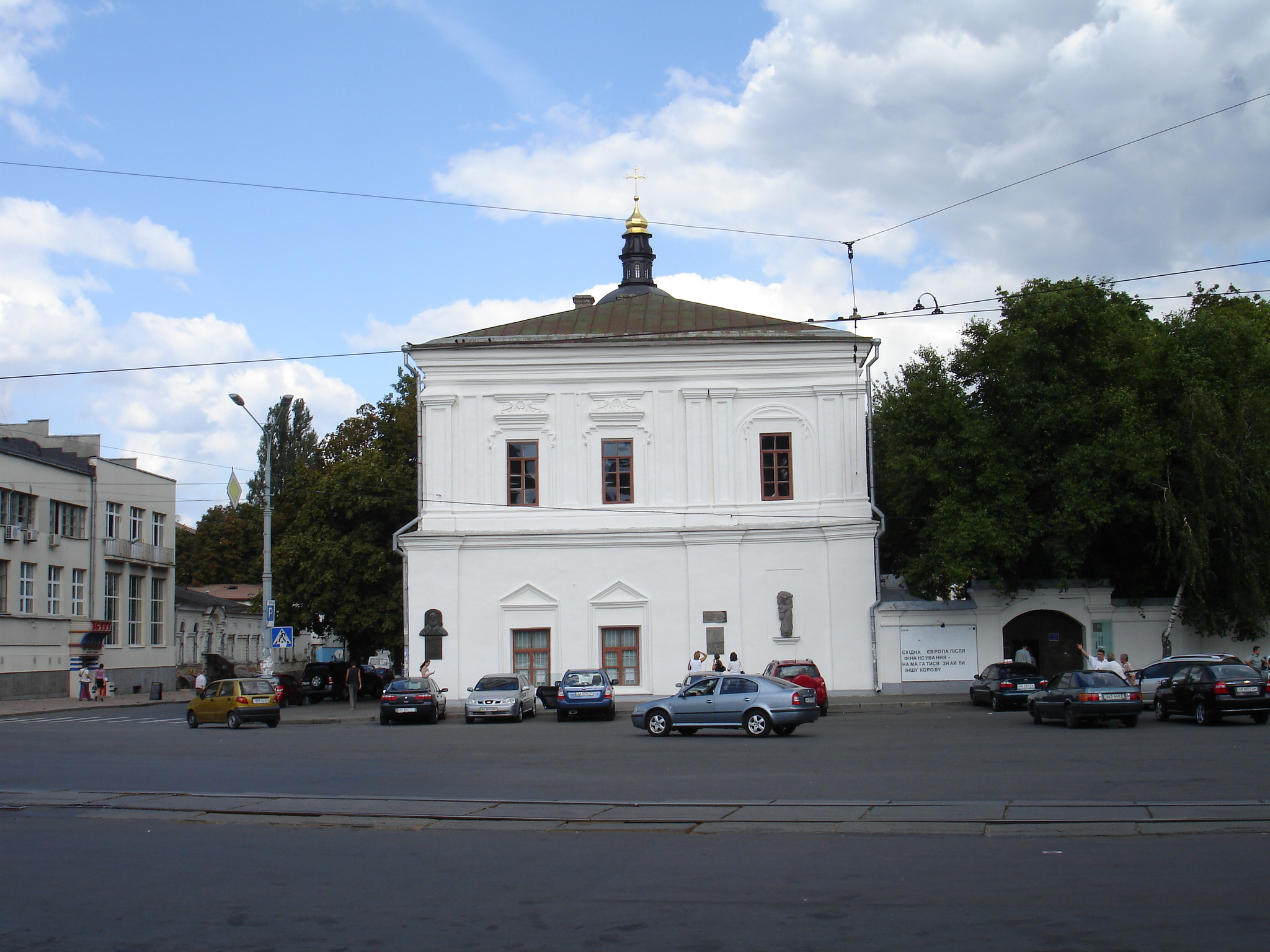
Historyczny budynek Akademii w Kijowie, ufundowany przez Iwana Mazepę

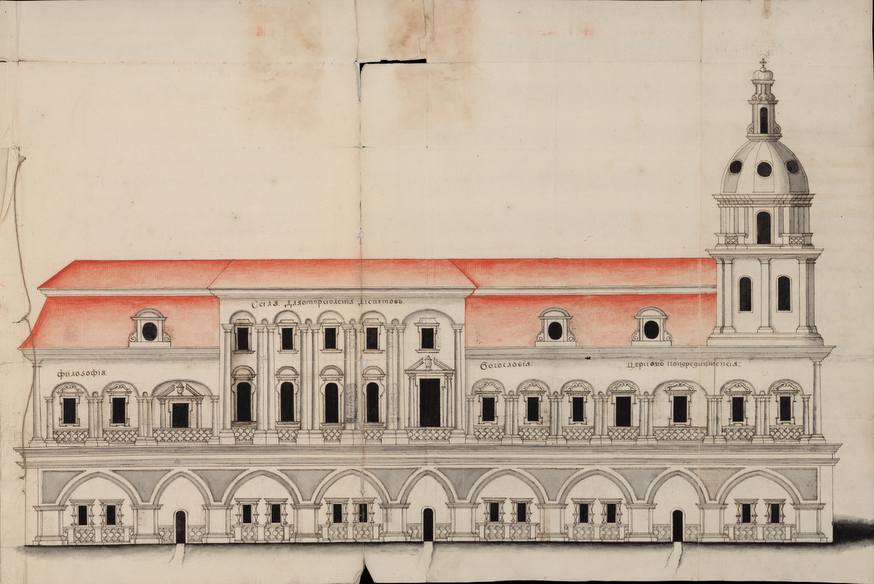
Projekt rozbudowy gmachu Akademii z 1731

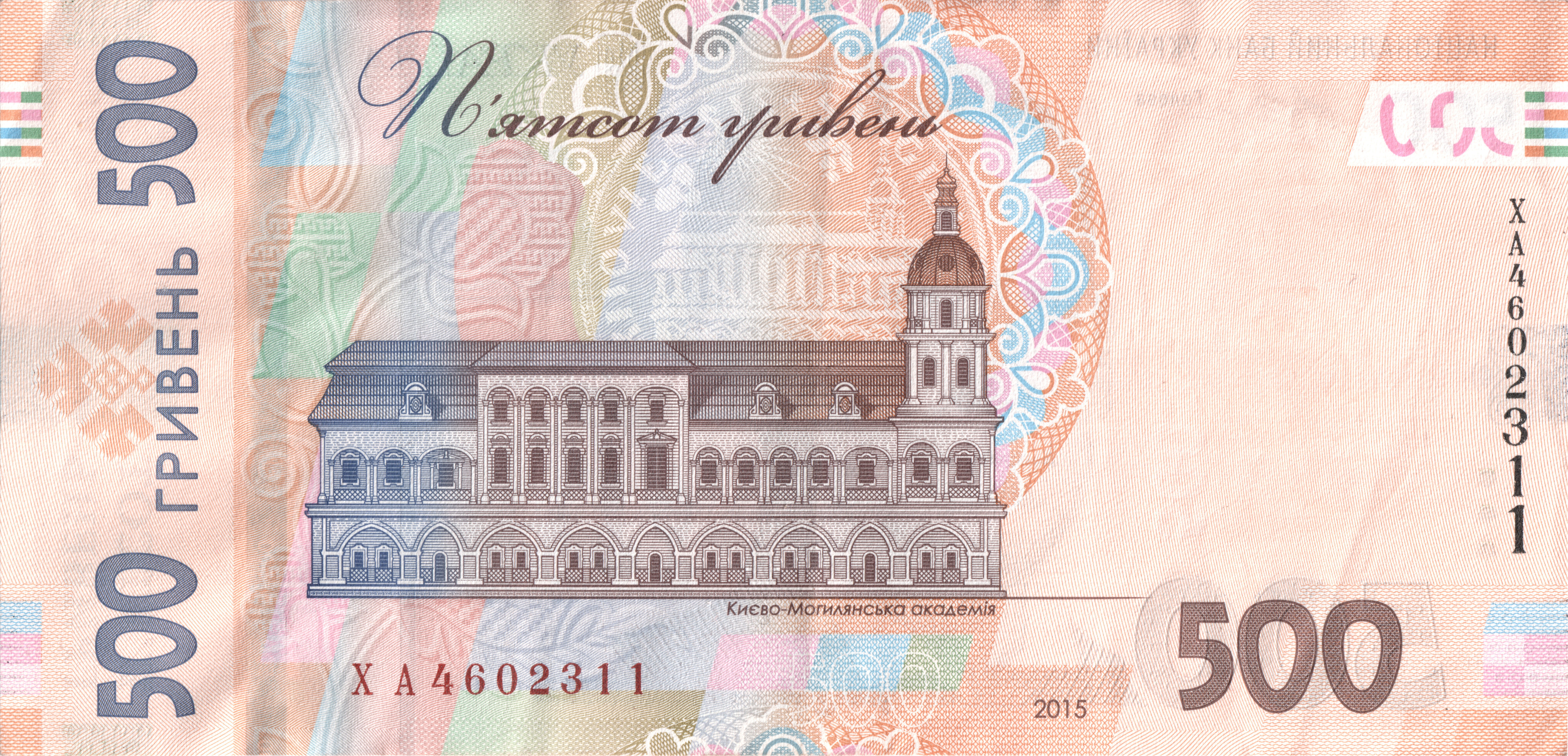
Ukraiński banknot o nominale 500 hrywien przedstawiający Akademię Mohylańską

Akademia Mohylańska – szkoła wyższa utworzona w 1658 w Kijowie w wykonaniu postanowień unii hadziackiej, z przekształcenia prawosławnego Kolegium Kijowsko-Mohylańskiego, założonego w 1632 przez metropolitę kijowskiego Piotra Mohyłę. Akademia istniała do 1817 r. 
Akademia w Kijowie została powołana i zorganizowana jako kolegium prawosławne według wzorów kolegiów jezuickich przez metropolitę Piotra Mohyłę - reformatora organizacji Cerkwi w Rzeczypospolitej. Mohyła przez wiele lat starał się bezskutecznie o przyznanie utworzonej przez niego uczelni statusu akademii. Zorganizowanie szkoły prawosławnej według wzorców katolickich wywołało żywą dyskusję wśród prawosławnych Rzeczypospolitej; krytycy Piotra Mohyły przekonywali, że absolwenci placówki odchodzą od swojego wyznania. Unia hadziacka przewidywała powołanie w utworzonym Księstwie Ruskim wyższej uczelni o statusie akademii, co spowodowało zmianę statusu prawnego już istniejącej uczelni prawosławnej, zrównując ją z Akademią Krakowską. Po traktacie Grzymułtowskiego i trwałym przejęciu Kijowa przez Carstwo Rosyjskie status uczelni potwierdzono gramotami Piotra I w 1694 i 1701.
W Akademii Mohylańskiej kształciła się polityczna i duchowna elita ruska. Autorytet i poziom kształcenia ściągał do uczelni także wielu cudzoziemców prawosławnych, zwłaszcza Rosjan, Wołochów i Mołdawian. Językami wykładowymi Akademii były: łacina, polski i ruski, od połowy XVIII wzrastało znaczenie rosyjskiego.
Studentami Akademii byli m.in. Symeon Połocki (ruski i rosyjski pisarz), Dymitr z Rostowa (święty prawosławny, teolog, biskup Rosyjskiego Kościoła Prawosławnego), Stefan (Jaworski) (biskup Rosyjskiego Kościoła Prawosławnego, długoletni locum tenens patriarchatu moskiewskiego), Filoteusz (Leszczyński) (biskup Rosyjskiego Kościoła Prawosławnego, święty prawosławny), Iwan Mazepa (hetman Lewobrzeżnej Ukrainy), Filip Orlik (hetman na uchodźstwie), Samuel Wełyczko, (sekretarz Iwana Mazepy i kronikarz), Teofan Prokopowicz (prawosławny arcybiskup i wysoki urzędnik Imperium Rosyjskiego), Michaił Łomonosow (rosyjski uczony i poeta), Piotr Prokopowicz (ukraiński pszczelarz), Hryhorij Skoworoda (ukraiński poeta liryczny, filozof i kompozytor).
Decyzją Świętego Synodu – organu zarządzającego Rosyjskiej Cerkwi Prawosławnej Akademia została zamknięta w 1817, a w jej murach otwarto Kijowską Akademię Duchowną.